# 粵港澳高校聯盟
粵港澳高校聯盟（英語：Guangdong-Hong Kong-Macao University Alliance）是由中山大學倡議並與香港中文大學和澳門大學共同發起，粵港澳三地高等院校結盟，於2016年11月15日正式成立。

## 參與院校

### 廣東
廣東有24所參與高等院校，包括：
2016年联盟首批：
中山大學、華南理工大學、暨南大學、華南農業大學、南方醫科大學、廣州中醫藥大學、華南師範大學、廣東工業大學、廣東外語外貿大學、汕頭大學
2017年新增：
深圳大學、南方科技大學
2019年新增：
清华大学深圳国际研究生院、 哈尔滨工业大学（深圳）、 北京师范大学珠海校区、 广州大学、 佛山大学、 广州医科大学、 东莞理工学院、 五邑大学、 广东海洋大学
2020年新增：
香港中文大学（深圳）、广东财经大学、广东石油化工学院
2021年新增：
岭南师范学院
2022年新增：
香港科技大学（广州）
2023年新增：
广东药科大学
2024年新增
北师香港浸会大学（时名北京师范大学—香港浸会大学联合国际学院）、仲恺农业工程学院

### 香港
香港有9所參與高等院校，包括：
香港大學、香港中文大學、香港科技大學、香港城市大學、香港理工大學、香港都會大學、香港浸會大學、香港教育大學、嶺南大學

### 澳門
澳門有7所參與高等院校，包括：
澳門大學、澳門科技大學、澳門城市大學、澳門理工大學、澳門旅遊大學、澳門鏡湖護理學院、聖若瑟大學